# AMC Spirit
El AMC Spirit era un automóvil de la gama de subcompactos o de propósito general producido por el fabricante estadounidense American Motors Corporation entre 1979 y 1983 como un sustituto rediseñado del modelo Gremlin. Compartió el chasis de Gremlin y se ofreció en dos variantes del diseño hatchback, ambas de dos puertas, comercializadas como "berlina" y "liftback". Construido por AMC en Wisconsin y Ontario, así como bajo licencia en México, el Spirit también se comercializó de 1981 a 1983 como AMC Eagle SX/4 con tracción en las cuatro ruedas.
Las versiones de alto rendimiento del AMC Spirit compitieron en distintas carreras. Así, la empresa de neumáticos BF Goodrich patrocinó un equipo de dos coches Spirit AMX en las 24 Horas de Nürburgring, que serían los primeros automóviles estadounidenses en competir en este circuito. Terminaron primero y segundo de su clase entre un total de 120 participantes, tras completar 176 vueltas al circuito de 22,7 km. Los AMC Spirit también participaron en las pruebas de la IMSA (concretamente, en el Champion Spark Plug Challenge y en la Racing Stock Class), así como en carreras de aceleración.

## Contexto
El nuevo AMC Spirit era en gran parte una actualización del Gremlin, un modelo anterior que se había fabricado entre 1970 y 1978. Las actualizaciones de ingeniería y de equipos introducidas en el Concord de 1978 se trasladaron al Spirit. El sistema de suspensión se revisó introduciendo accesorios de "marcha suave" como los resortes helicoidales en los brazos en A en el eje delantero y la parte trasera con ballestas para mejorar la marcha y la conducción. Su amortiguación mejorada redujo el ruido interior. Otras mejoras fueron las defensas de aluminio ligeras, una transmisión automática con bloqueo y un motor de seis cilindros de mayor compresión para ahorrar combustible, mejorar el rendimiento y reducir las emisiones.
La carrocería se rediseñó y se agregó un modelo hatchback al sedán de dos puertas anterior. El diseño "más convencional" del nuevo cupé con puerta trasera de Richard A. Teague "tenía una superestructura particularmente elegante para un automóvil tan corto". Una prueba de "Popular Science" comentaba que "AMC tenía los ingenieros más inteligentes de Detroit" y, por lo tanto, confirmaba su reputación de "obtener 200 dólares en detalles del automóvil por tan solo 100".

## Spirit AMX

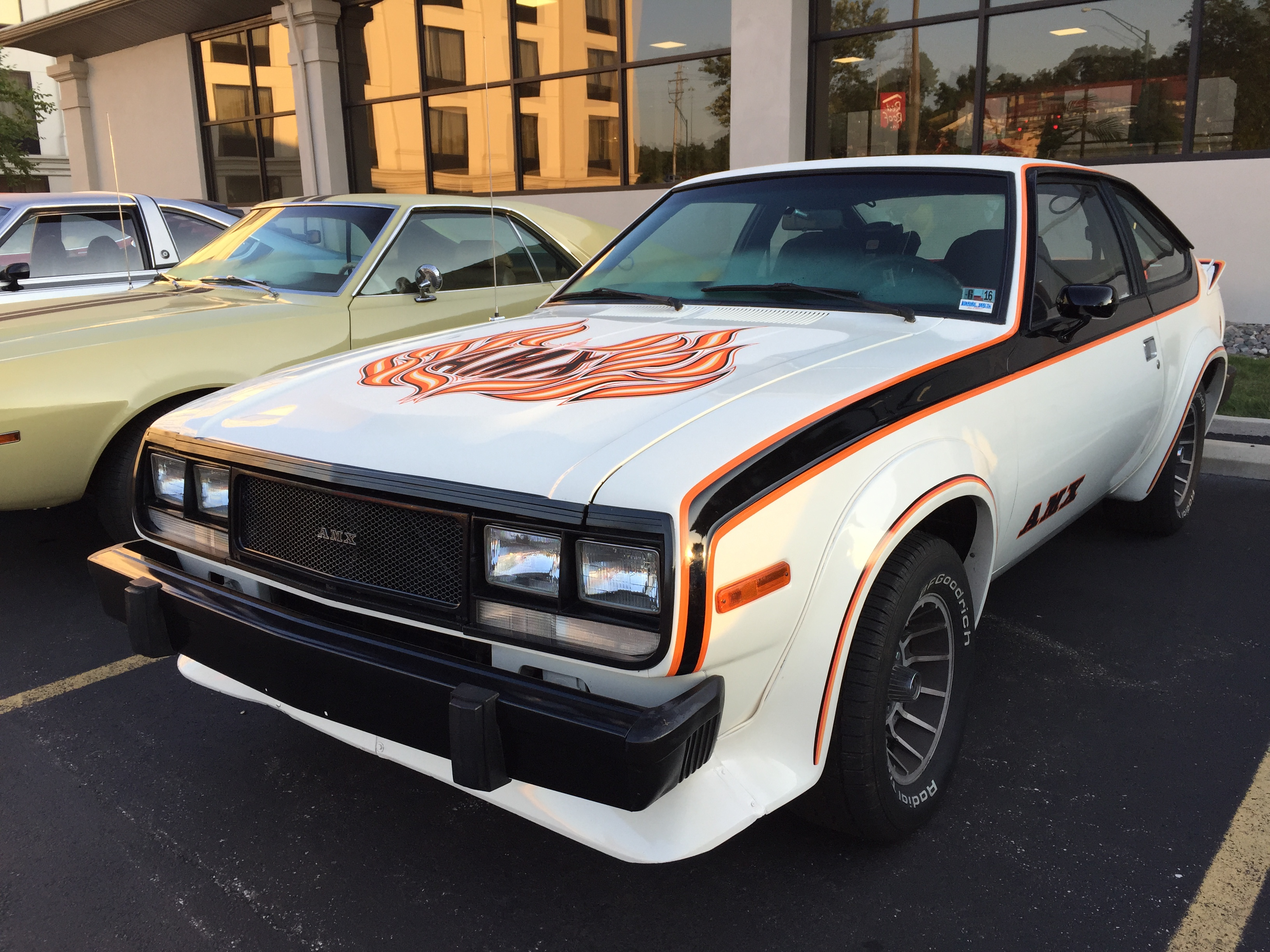
AMC Spirit AMX de 1979

La versión AMX del Spirit hatchback se ofreció en los años 1979 y 1980. Presentaba guardabarros del mismo color que la carrocería (unidos en la parte delantera por un deflector situado por debajo de la calandra), suspensión "Rally-Tuned" con barra estabilizadora en la parte trasera, dirección asistida más afinada, amortiguadores Gabriel (nombre de marca) "Strider" delanteros y traseros ajustables en 3 posiciones, frenos de disco delanteros y frenos de tambor traseros, parrilla exclusiva AMX, llantas de aluminio "Turbocast II" de 14 pulgadas equipadas con neumáticos Goodyear ER60x14 GT "radiales" RWL (letras blancas en relieve), alerón trasero, kit de calcomanías especiales en el capó y en las puertas, caja de cambios automática o manual con grupo "Rallye Gauge" (ocho indicadores en total, incluido un indicador de vacío del colector de admisión), así como una insignia AMX en la guantera.
El motor más grande del AMX de 1979 fue el AMC V8 de 5.0L, siendo el último automóvil de turismo de la marca en llevarlo instalado de fábrica. Los AMX equipados con este enorme motor venían con un "escape deportivo" que producía un sonido notablemente diferente al de un silenciador estándar.
El Spirit AMX fue un concepto innovador bien concebido desde una perspectiva técnica, destacando sus ideas creativas y la ingeniería calificada de bajo presupuesto que caracterizaron los trabajos de AMC. El Spirit mejoró mucho, pero AMC no pudo superar la percepción de que sus productos estaban obsoletos. Además, se presentó el mismo año que la nueva plataforma Fox del Ford Mustang. El Spirit AMX se suspendió al cabo de tan solo dos años, al igual que el Eagle SX/4, un sucesor deportivo con tracción en las cuatro ruedas. El Spirit AMX fue el último automóvil en llevar el nombre AMX y gozó de gran popularidad entre los entusiastas de AMC.

### AMX en Nürburgring
En  octubre de 1979, la compañía de neumáticos BF Goodrich patrocinó un par de AMX en la carrera anual de 24 horas de duración (en el Grupo para automóviles de producción ligeramente modificados) que se llevó a cabo en el legendario circuito de Nürburgring, en Alemania. El motor V8 de 5.0 L ya estaba homologado para las carreras europeas de turismos del Grupo 1 de la FIA.
Los coches fueron los primeros participantes estadounidenses en esta durísima carrera (el circuito de Nürburgring tiene una longitud de 22,7 km). Se enfrentaron a competidores más pequeños pero más ágiles presentados por BMW, Ford, Opel, Volkswagen, Renault y Audi.
Los pilotos Amos Johnson y su socio Dennis Shaw fueron los principales componentes del "Team Highball", con sede en Carolina del Norte. Los conductores de apoyo fueron el piloto del equipo Mazda Jim Downing (quien más tarde desarrollaría conjuntamente el dispositivo HANS), el actor James Brolin, Lyn St. James y el periodista automotriz Gary Witzenburg. Se suministraron dos coches de producción en serie (ambos con un motor AMC 5.0L V8 y transmisión de cuatro velocidades) al equipo para la carrera del Grupo 1 menos de tres semanas antes de la partida de un buque de transporte con destino a Europa.
Con los ensayos interrumpidos por la niebla, el equipo clasificó los coches en los puestos 20 y 21. El coche #1 de Johnson/Shaw/Blinin fue configurado para ir más rápido, con el objetivo de ganar la carrera.
Durante la prueba, el coche #1 sufrió la rotura de los amortiguadores delanteros y un fallo en el embrague. El motor estaba quemando aceite. Por otro lado, Witzenburg informó que los frenos y ambos amortiguadores delanteros "casi habían desaparecido" en el coche #2. Dado que los AMX eran "bastante toscos" en comparación con los coches más pequeños y ligeros contra los que competían, perdían tiempo en las curvas. Sin embargo, Witzenburg dijo que los dos coches "rindieron muy bien" especialmente en las rectas, donde alcanzaron alrededor de 230 km/h.
Después de recorrer casi 3219 km, terminaron primero y segundo en su clase, 25 y 43 en la general sobre un total de 120 automóviles. También fueron los coches más rápidos equipados con neumáticos radiales convencionales BFG T/A, sin registrar problemas en este apartado.
La preparación de los coches y la experiencia del equipo en carrera estuvo cubierta por un documental titulado The Ultimate Challenge.
El coche de carreras #1 AMX Nürburgring "sirvió como automóvil de demostración durante unos meses después de la prueba, y luego permaneció almacenó durante unos 25 años", y tiene solo unos 6437 km en su cuentakilómetros. El coche #2 regresó al circuito de carreras a lo largo de varias temporadas, siendo localizado y reunido con los pilotos originales 25 años después.

### Carreras de la IMSA
Los AMC Spirit también compitieron en eventos del Champion Spark Plug Challenge de la IMSA. Con solo un apoyo limitado de AMC, principalmente ayuda técnica, los Spirit fueron preparados por el "Team Highball" y dirigidos por Amos Johnson y Dennis Shaw.
Varios AMC Spirit se inscribieron en el World Challenge for Endurance Drivers de 1979. Un Spirit conducido por Joe Varde y Dave Cowart en las 6 horas de Talladega terminó tercero (un AMC Concord terminó primero, un AMC Gremlin fue segundo y un AMC Pacer fue cuarto) entre 49 participanres. Otros cinco AMC Spirits también compitieron el 1 de abril de 1979. El 1 de junio de ese mismo año, un AMC Spirit pilotado por Dennis Shaw y Don Whittington, ganó el Champion Spark Plug Challenge de 6 horas en el circuito internacional de Daytona, cubriendo 151 vueltas y una distancia de 933,162 km (579,841 mi) con una velocidad promedio de 155,101 km/h. Los otros AMC Spirit terminaron en las posiciones 5, 6, 11, 29, 37 y 42 de un total de 62 coches.
El World Challenge for Endurance Drivers de 1980 contó con la presencia de un AMC Spirit conducido por Keith Swope y Mauricio DeNarvaez, que terminaron cuartos en el Daytona Six Hour Spark Plug Challenge, el 29 de junio de 1980. Otros once Spirit se clasificaron entre los 72 coches que participaron en la carrera. Un equipo formado por Lou Statzer, Amos Johnson y Dennis Shaw completó 84 vueltas en un Spirit AMX en la clase GTX en la 28ª edición anual de las 12 Horas de Sebring el 22 de marzo de 1980.

### AMX Turbo

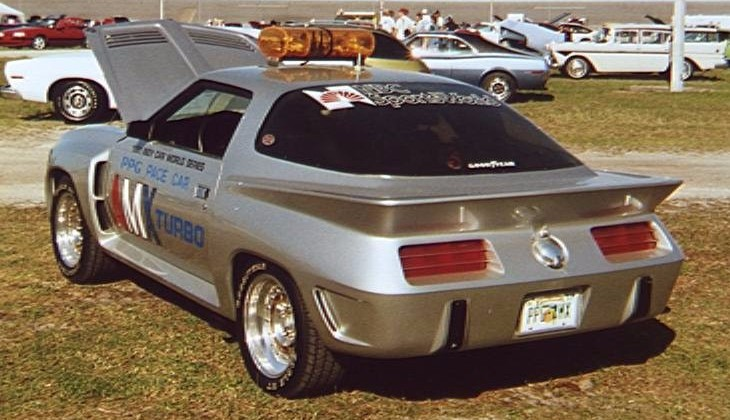
AMC AMX PPG de 1980

Se construyó un AMX Turbo Pace para ser uno de los cuatro coches de seguridad oficiales del campeonato CART para la temporada de 1981. Hubo dos propuestas, ambas con la carrocería del Spirit y diseñadas por Richard A. Teague, vicepresidente de diseño automotriz de AMC. PPG Industries diseñó un automóvil basado en el Spirit AMX de 1979, que estaba pintado de serie en blanco, rojo, azul y negro; que disponía de faros cubiertos y un parachoques delantero pulido integrado con un deflector de aire.
El automóvil fastback altamente modificado fue construido por Autodynamics de Troy (Míchigan), bajo contrato con PPG Industries. El motor de 6 cilindros en línea con turbocompresor e inyección de combustible fue construido por Turbo-Systems Inc. para producir 450 CV. El coche estaba equipado con neumáticos de perfil bajo Goodyear Eagle GT 245x50x16 y llantas de aleación de aluminio “Gotti” de 16 x 8 pulgadas.

## Pruebas de aceleración

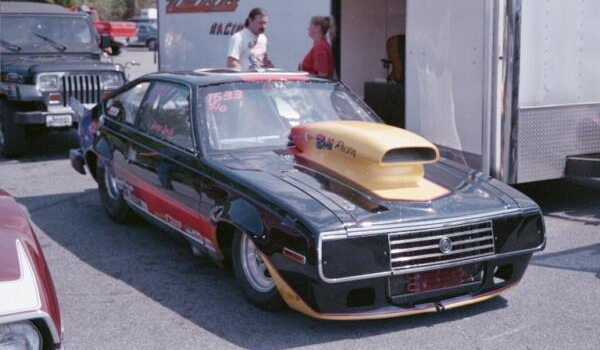
AMC Spirit preparado como dragster

Basado en la facilidad con la que se podía modificar el AMC Gremlin para mejorar el rendimiento en carretera, así como su bajo costo, los AMC Spirit se utilizaron en carreras de aceleración como dragsters. Según la revista Hot Rod, "Estos pequeños coches gustan mucho y, aunque no son tradicionales, son muy potentes en términos de rendimiento".
Utilizando principalmente componentes de AMC, el AMC Spirit puede rendir excepcionalmente bien en múltiples escenarios de carreras (incluido el cuarto de milla en 12,8 s a 180 km/h), y el vehículo terminado cuesta solo alrededor de 10.000 dólares. Algunos propietarios del Spirit modificaron automóvil para adaptarle un motor AMC V8 de 5.9 L y se lanzaron a las pistas de carreras para finalmente completar el cuarto de milla en 11,88 segundos. Un AMC Spirit de la clase Factory Street corrió el cuarto de milla en 10,62 segundos a 202,7 km/h.

## Motores experimentales Stirling

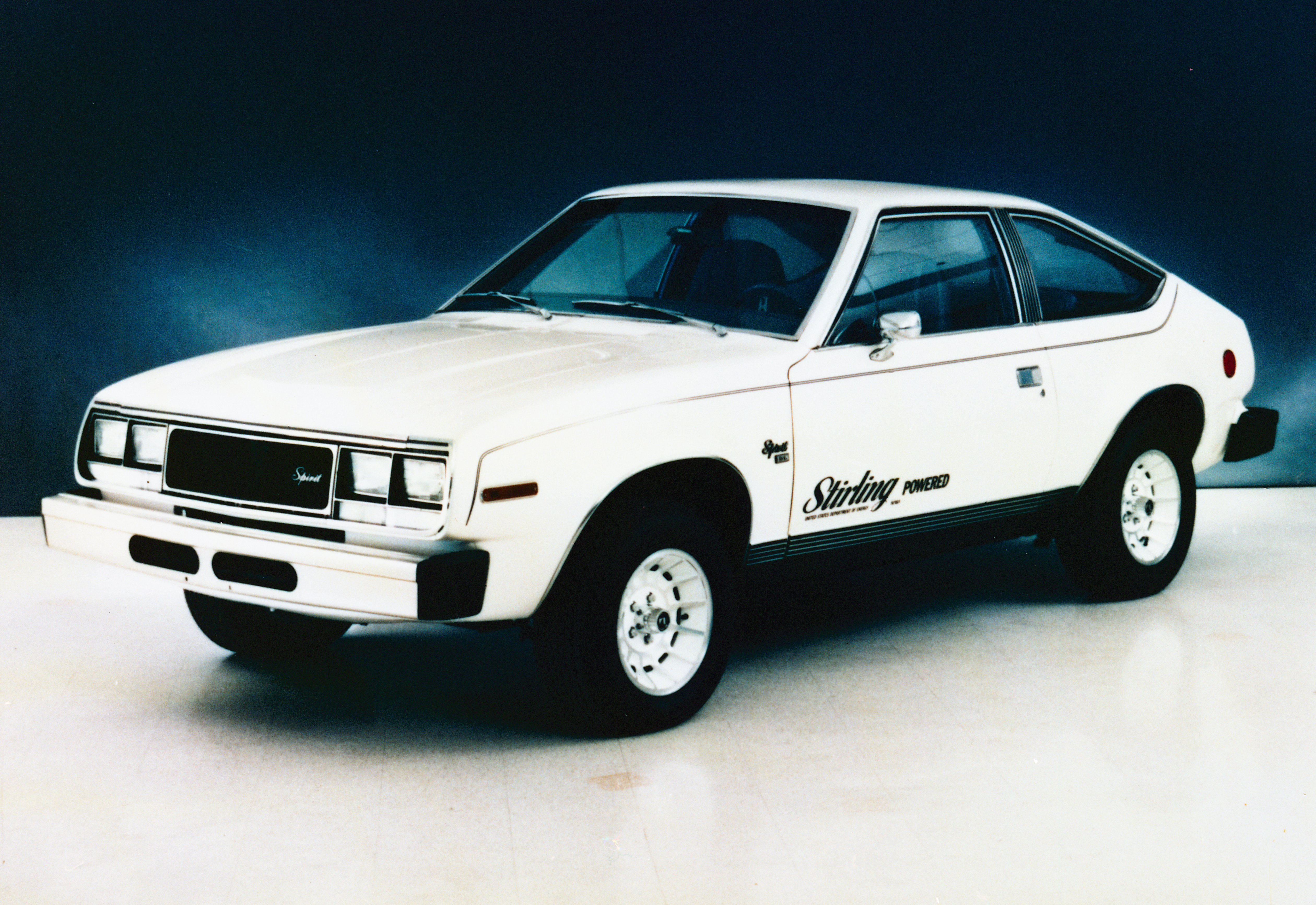
Spirit de 1979 con motor Stirling

El AMC Spirit sirvió como vehículo de prueba para experimentos de motores y combustibles alternativos. Por entonces, el motor Stirling se consideraba teóricamente como el más eficiente de los motores térmicos alternativos, que estaban siendo objeto de desarrollo a finales de la década de 1970.
El Programa Motor Stirling Automotriz (ASE) consistió en un gran contrato de desarrollo de motores, que incluyó un vehículo de prueba de ingeniería AMC Spirit de 1979 con un motor Stirling MOD 1 construido por Mechanical Technology para desarrollar y demostrar alternativas prácticas. En asociación con el Departamento de Energía de los Estados Unidos (DOE), la Administración Nacional de Aeronáutica y del Espacio (NASA), y construido bajo contrato por AM General  (subsidiaria de propiedad total de AMC), el Spirit con motor "P-40" de United Stirling AB se probó exhaustivamente durante más de 50 000 millas (80 467 km) y alcanzó el promedio eficiencia de combustible hasta 28,5 mpgAm (8 L/100 km). Este Spirit podía usar gasolina, gasoil o gasohol. Un AMC Spirit de 1981 propulsado por un motor Stirling de 53 kW también se evaluó en cuanto a rendimiento, emisiones, economía de combustible y adecuación del sistema de enfriamiento, pero originalmente ensamblado como un banco de pruebas transitorio para el motor, el vehículo de 3250 lb (1474 kg) peso carecía de rendimiento suficiente. Los motores Stirling utilizados al principio del programa permitían pasar de 0 a 60 millas por hora en 36 segundos, mientras que el motor Mod I actualizado instalado en un AMC Spirit invertía 26 segundos. Los coches fueron probados por los Laboratorios de Investigación de General Motors en abril de 1984, para disponer de una evaluación independiente.
Las pruebas demostraron que el motor Stirling "podría convertirse en un propulsor automotriz para vehículos de pasajeros y con resultados favorables". Sin embargo, se lograron avances con motores de encendido por chispa de igual potencia desde 1977, y los índices de consumo logrados por los automóviles en los EE. UU. siguieron reduciéndose. El motor Stirling todavía mostraba un déficit en la eficiencia del combustible y dudas sobre la posibilidad de producirlo en masa. También había dos problemas con la potencia del motor Stirling: primero, el tiempo necesario para calentarse (porque a la mayoría de los conductores no les gusta esperar para comenzar a conducir), y segundo, la dificultad para cambiar la velocidad del motor (lo que limita la flexibilidad al conducir). Un AMC Concord de 1980 también se equipó con un motor P-40, y se utilizó para informar al público sobre el motor Stirling y el programa ASE.
Los experimentos mostraron que el motor Stirling podría ser mejor para impulsar un vehículo eléctrico híbrido en lugar de servir como propulsor principal para un automóvil. El Spirit con el motor Stirling era más adecuado para funcionar con un ajuste de potencia constante, en contraste con el motor de combustión interna con su fácil regulación del acelerador en un amplio rango. Aunque tuvo éxito en las fases MOD 1 y MOD 2 de los experimentos, los recortes en la financiación de más investigaciones y la falta de interés de los fabricantes de automóviles acabaron con la posible comercialización del Programa de motores Stirling para automóviles.
Después de que terminó el período de experimentación, se retiró el motor Stirling P-40 que se probó en el Spirit y el automóvil se vendió en una subasta pública gubernamental.

## Modelos VAM

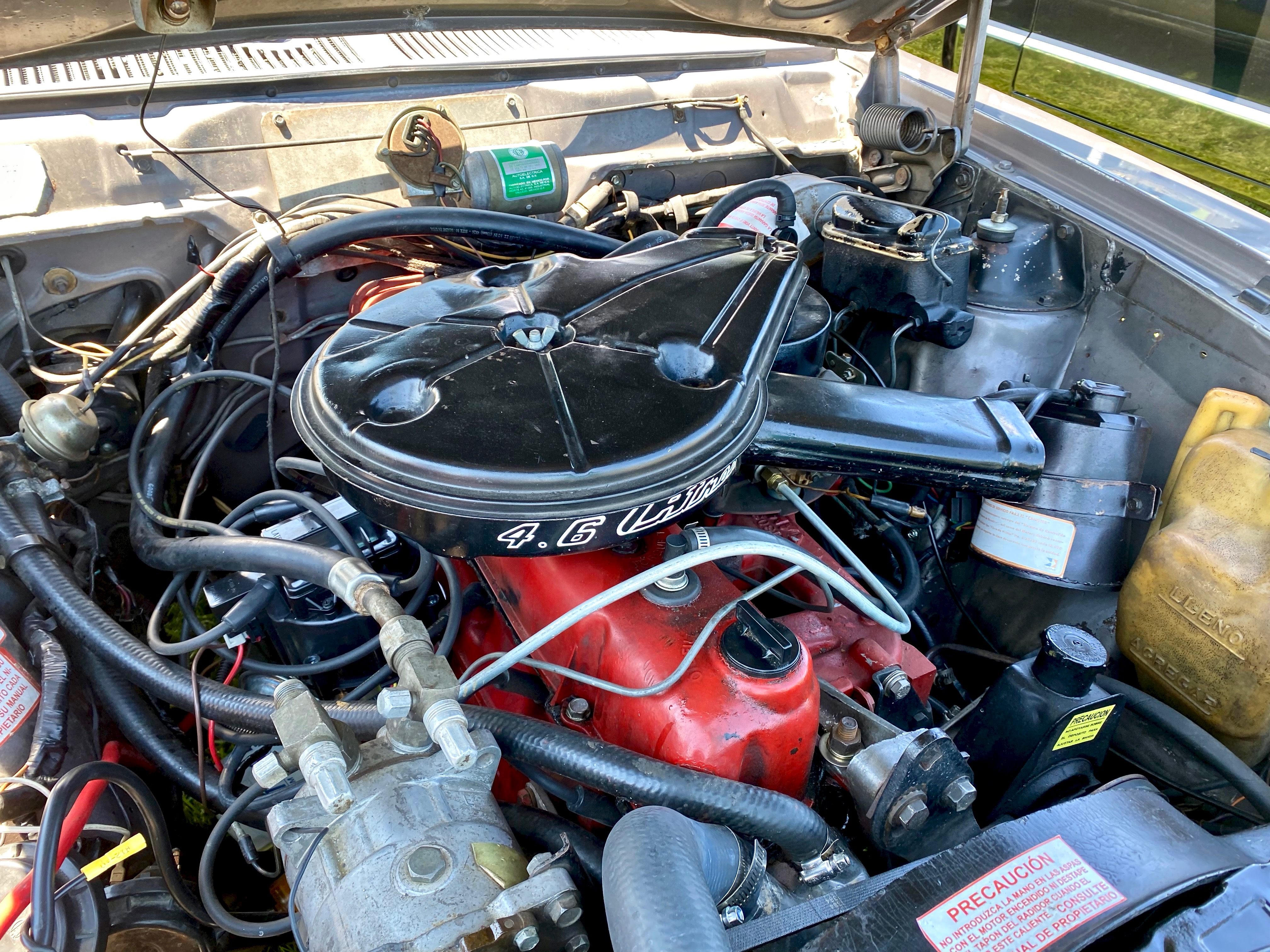
Motor VAM de 282 pulg³ (4.6 L)

El fabricante de automóviles del gobierno mexicano Vehículos Automotores Mexicanos (VAM) ensambló modelos Spirit sedán y liftback bajo licencia con AMC desde 1979 (sedán) y 1980 (liftback) hasta 1983. Para cumplir con las regulaciones gubernamentales, los vehículos VAM tenían que tener al menos un 60 % de piezas de origen local. Los "AMC" fabricados en México venían con diferentes acabados exteriores e interiores, así como con nombres de modelos distintos que sus equivalentes en los Estados Unidos y Canadá. Por ejemplo, el sedán Spirit de 2 puertas se llamó "Gremlin", y los modelos Spirit liftback se llamaron "Rally". Esto significaba que los dos estilos de carrocería Spirit en México eran dos líneas separadas dentro de la combinación de productos de VAM, con el sedán dirigido al segmento de mercado económico, mientras que el liftback se enfocaba casi exclusivamente a un enfoque más deportivo. El Spirit basado en el Rally fue el sucesor del modelo de rendimiento de primera línea American Rally AMX de VAM, que se basó en el AMC Concord AMX del mercado nacional estadounidense de 1978, mientras que el Spirit basado en el Gremlin puede describirse como un cambio de generación dentro de un modelo existente.
Todos los motores VAM eran de diseño AMC, pero construidos en la planta de ensamblaje de motores de Lerma, Estado de México. Presentaron modificaciones para adaptarse a un combustible con menor octanaje y zonas de altitudes elevadas. Incluían diferentes diseños de culatas y puertos de escape. Un motor VAM autóctono era la versión del Motor AMC XJ 4.0 de 282 plg³ (4,6 L) con un diámetro interior agrandado y pistones cóncavos más anchos (diámetro 3,909 plg (99 mm), carrera 3,894 plg (99 mm)), así como un diseño único de puertos de escape y culata. Los motores V8 y los de cuatro cilindros no estaban disponibles en México.

## Imágenes
|  |  |  |  |

|  |  |  |  |

|  |  |  |  |

## Dodge Spirit
El nombre Spirit fue utilizado por Chrysler, que se hizo cargo de AMC en 1987, para un sedán de cuatro puertas llamado Dodge Spirit de 1989 a 1995.